# Curtis Perry
Curtis R. Perry (nacido el 13 de septiembre de 1948 en Washington D. C.) es un exjugador de baloncesto estadounidense que disputó ocho temporadas en la NBA. Con 2,01 metros de estatura, jugaba en la posición de alero. Es el padre del también exjugador Byron Houston.

## Trayectoria deportiva

### Universidad
Jugó durante cuatro temporadas con los Bears de la Universidad Estatal de Misuri, en las que promedió 17,0 puntos y 13,3 rebotes por partido. Tiene el récord de su universidad de rebotes en una carrera y en una temporada (17,1 en 1970).

### Profesional
Fue elegido en la trigésimo quinta posición del Draft de la NBA de 1970 por San Diego Rockets, y por los Washington Caps en el draft de la ABA, fichando por los primeros. Allí jugó una temporada en la que no contó con la confianza de su entrenador, Alex Hannum, disputando únicamente 20 partidos, en los que promedió 2,9 puntos y 1,7 rebotes.
Mediada la temporada siguiente, y ya con el equipo en la ciudad de Houston, fue traspasado a Milwaukee Bucks a cambio de Greg Smith. En los Bucks jugó tres temporadas, ya como titular, especializándose en el aspecto defensivo. Su mejor campaña fue la 1972-73, en la que promedió 9,1 puntos y 9,6 rebotes por partido.
En 1974 se produjo un Draft de Expansión por la llegada a la liga de los New Orleans Jazz, quienes lo eligieron, para traspasarlo posteriormente a Phoenix Suns junto con Dennis Awtrey, Nate Hawthorne y una futura primera ronda del draft a cambio de Neal Walk. En el equipo de Arizona, en su primera temporada anotó 13,4 puntos por partido, el tope de su carrera, y apareció en la lista de los 10 mejores reboteadores de la liga, con 11,9 rebotes por partido.
Al año siguiente disputaría las Finales de la NBA ante Boston Celtics, cayendo derrotados por 4-2. Perry fue nuevamente uno de los jugadores más destacados de los Suns, promediando 13,3 puntos y 9,6 rebotes por partido. Jugó dos temporadas más, antes de retirarse en 1978.

## Estadísticas de su carrera en la NBA

### Temporada regular
| Temporada | Edad | Equipo            | Liga | P   | TIT | MIN  | TC  | TCA  | %TC  | 3P | 3PA | %3P | TL  | TLA | %TL  | R.OF. | R.DEF. | REB  | ASIS | ROB | TAP | PER | FP  | PTS  |
| 1970-71   | 22   | San Diego Rockets | NBA  | 18  |     | 5.6  | 1.2 | 2.7  | .438 |    |     |     | 0.6 | 1.1 | .550 |       |        | 1.7  | 0.3  |     |     |     | 1.2 | 2.9  |
| 1971-72   | 23   | TOTAL             | NBA  | 75  |     | 24.3 | 2.4 | 6.5  | .372 |    |     |     | 1.0 | 1.6 | .639 |       |        | 7.9  | 1.3  |     |     |     | 3.5 | 5.8  |
| 1971-72   | 23   | Houston Rockets   | NBA  | 25  |     | 14.2 | 1.5 | 4.6  | .330 |    |     |     | 0.5 | 1.0 | .500 |       |        | 4.9  | 0.9  |     |     |     | 1.9 | 3.5  |
| 1971-72   | 23   | Milwaukee Bucks   | NBA  | 50  |     | 29.4 | 2.9 | 7.4  | .385 |    |     |     | 1.3 | 1.9 | .674 |       |        | 9.4  | 1.6  |     |     |     | 4.3 | 7.0  |
| 1972-73   | 24   | Milwaukee Bucks   | NBA  | 67  |     | 31.3 | 4.0 | 8.6  | .461 |    |     |     | 1.2 | 1.9 | .659 |       |        | 9.6  | 1.8  |     |     |     | 3.7 | 9.1  |
| 1973-74   | 25   | Milwaukee Bucks   | NBA  | 81  |     | 29.5 | 4.0 | 9.0  | .446 |    |     |     | 1.0 | 1.7 | .582 | 3.0   | 5.7    | 8.7  | 2.3  | 1.3 | 1.2 |     | 3.7 | 9.0  |
| 1974-75   | 26   | Phoenix Suns      | NBA  | 79  |     | 34.0 | 5.5 | 11.6 | .477 |    |     |     | 2.3 | 3.2 | .719 | 4.4   | 7.5    | 11.9 | 2.4  | 1.4 | 1.0 |     | 3.6 | 13.4 |
| 1975-76   | 27   | Phoenix Suns      | NBA  | 71  |     | 33.1 | 5.4 | 10.9 | .497 |    |     |     | 2.5 | 3.4 | .732 | 2.8   | 6.9    | 9.6  | 2.6  | 1.2 | 0.9 |     | 3.8 | 13.3 |
| 1976-77   | 28   | Phoenix Suns      | NBA  | 44  |     | 31.6 | 4.1 | 9.4  | .432 |    |     |     | 2.5 | 3.2 | .789 | 3.4   | 5.6    | 9.0  | 1.8  | 1.1 | 0.6 |     | 3.7 | 10.7 |
| 1977-78   | 29   | Phoenix Suns      | NBA  | 45  |     | 18.2 | 2.4 | 5.4  | .453 |    |     |     | 1.1 | 1.4 | .785 | 1.9   | 3.6    | 5.6  | 1.1  | 0.8 | 0.5 | 1.4 | 2.7 | 6.0  |
| Total     |      |                   | NBA  | 480 |     | 28.5 | 4.0 | 8.7  | .455 |    |     |     | 1.6 | 2.3 | .699 | 3.2   | 6.1    | 8.8  | 1.9  | 1.2 | 0.9 | 1.4 | 3.5 | 9.5  |

### Playoffs
| Temporada | Edad | Equipo          | Liga | P  | MIN  | TCA | TC  | 3PA | 3P | TLA | TL  | R.OF. | REB | ASIS | ROB | TAP | PER | FP  | PTS | %TC  | %3P | %FT  | MIN  | PTS  | REB  | AST |
| 1971-72   | 23   | Milwaukee Bucks | NBA  | 11 | 397  | 43  | 91  |     |    | 18  | 23  |       | 141 | 14   |     |     |     | 45  | 104 | .473 |     | .783 | 36.1 | 9.5  | 12.8 | 1.3 |
| 1972-73   | 24   | Milwaukee Bucks | NBA  | 6  | 238  | 25  | 52  |     |    | 3   | 6   |       | 69  | 13   |     |     |     | 23  | 53  | .481 |     | .500 | 39.7 | 8.8  | 11.5 | 2.2 |
| 1973-74   | 25   | Milwaukee Bucks | NBA  | 16 | 296  | 46  | 92  |     |    | 7   | 12  | 34    | 81  | 12   | 10  | 2   |     | 43  | 99  | .500 |     | .583 | 18.5 | 6.2  | 5.1  | 0.8 |
| 1975-76   | 27   | Phoenix Suns    | NBA  | 19 | 615  | 99  | 218 |     |    | 44  | 68  | 63    | 146 | 36   | 12  | 17  |     | 78  | 242 | .454 |     | .647 | 32.4 | 12.7 | 7.7  | 1.9 |
| Total     |      |                 | NBA  | 52 | 1546 | 213 | 453 |     |    | 72  | 109 | 97    | 437 | 75   | 22  | 19  |     | 189 | 498 | .470 |     | .661 | 29.7 | 9.6  | 8.4  | 1.4 |